# Кружок розсіювання

Кружок розсіювання (англ. circle of confusion) — розмите, нечітке зображення точки, утворене реальною оптичною системою. Виникає внаслідок дифракції світла на оправах компонентів оптичної системи, залишкових аберацій та при незбігу положення точки з точкою фокусування оптичної системи.
Сприймана людським оком різкість зображення залежить від роздільної здатності зорової системи людини і фактичної різкості зображення. На різкість зображення також впливають ступінь збільшення і відстань від зображення до точки спостереження. Для плівкових камер формату 35-мм допустимий кружок розсіювання становить приблизно 1/1000 - 1/1500 довжини діагоналі плівки, що при форматі відбитка 13x18 см і відстані огляду 25-30 см становить 0,043-0,029 мм.
Значення кружка розсіювання враховується при проєктуванні оптичних систем, при визначенні значення глибини різко зображуваного простору (ГРЗП), та гіперфокальної відстані.